# Lijst van universiteiten in Japan
Dit is een lijst van universiteiten in Japan.
- Aichi Prefecture University of Fine Arts and Music - Nagakute
- Akita Universiteit - Akita City
- Bunkyo University - Saitama, Kanagawa
- Chiba Universiteit - Chiba
- Chuo-Universiteit - Tokio
- Daito Bunka Universiteit - Itabashi, Tokio
- Doshisha Universiteit - Kioto
- Gifu Universiteit - Gifu
- Hiroshima Instituut van Technologie - Hiroshima
- Hiroshima Universiteit - Hiroshima
  - Hiroshima Universiteit - Higashihiroshima
- Hitotsubashi Universiteit - Tokio
- Hokkaido Universiteit - Sapporo
- Hokkaido University of Education - Sapporo
- Ibaraki Universiteit - Mito, Ibaraki Prefecture
  - Ibaraki Universiteit - Ami, Ibaraki Prefecture
  - Ibaraki Universiteit - Hitachi, Ibaraki Prefecture
- Japan Advanced Institute of Science and Technology (JAIST) - Ishikawa Science Park (ISP), Hokuzan, Ishikawa Prefecture, Nomi, Asahidai
  - Japan Advanced Institute of Science and Technology (JAIST) - Tamachi Campus, Minato-ku, Tokio
  - Japan Advanced Institute of Science and Technology (JAIST) - Yaesu Campus, Chiyoda-ku, Tokio
  - Japan Advanced Institute of Science and Technology (JAIST) - Kanazawa
  - Japan Advanced Institute of Science and Technology (JAIST) - Toyama
- Kagoshima Universiteit - Kagoshima, Kagoshima Prefecture
- Kansai Universiteit - Osaka
- Kansai-Gaidai Universiteit - Hirakata
- Kobe Universiteit - Kobe
- Komazawa Universiteit - Tokio
- Kumamoto Universiteit - Kumamoto
- Kioto Universiteit - Kioto
- Kwansei Gakuin Universiteit - Nishinomiya
- Kyoto University of Education - Kioto
- Kyorin Universiteit - Mitaka, Tokio
- Kyushu Universiteit - Fukuoka
- Kyushu Institute of Technology - Kyushu, Fukuoka Prefecture
- Mie Universiteit - Tsu, Mie
- Miyagi Universiteit - Taiwa en Taihaku in de district Kurokawa
- Nagaoka University of Technology - Nagaoka, Niigata
- Universiteit van Nagasaki - Nagasaki
- Nagoya Institute of Technology - Nagoya
- Nagoya Universiteit - Chikusa-ku, Nagoya
- Nihon Universiteit - Chiyoda (Tokio)
- Niigata Universiteit - Niigata
- Osaka Universiteit - Suita, Osaka
- Osaka University of Foreign Studies - Minoh, Osaka
- Rikkyo-Universiteit - Tokio
- Saitama Universiteit - Sakura-ku, Saitama, Saitama
- Sangyo Universiteit - Kioto
- Shinshu Universiteit - Matsumoto, Nagano Prefecture
  - Shinshu Universiteit - Nishi-nagano (Nagano)
  - Shinshu Universiteit - Wakasato (Nagano)
  - Shinshu Universiteit - Ueda, Nagano Prefecture
  - Shinshu Universiteit - Minami-Minowa, Nagano Prefecture
- Shizuoka Universiteit - Shizuoka
- Toho Gakuen Universiteit
- Universiteit van Tohoku - Sendai, Miyagi Prefecture
- Tokiwa Universiteit - Ibaraki
- Tokoha Gakuen Universiteit

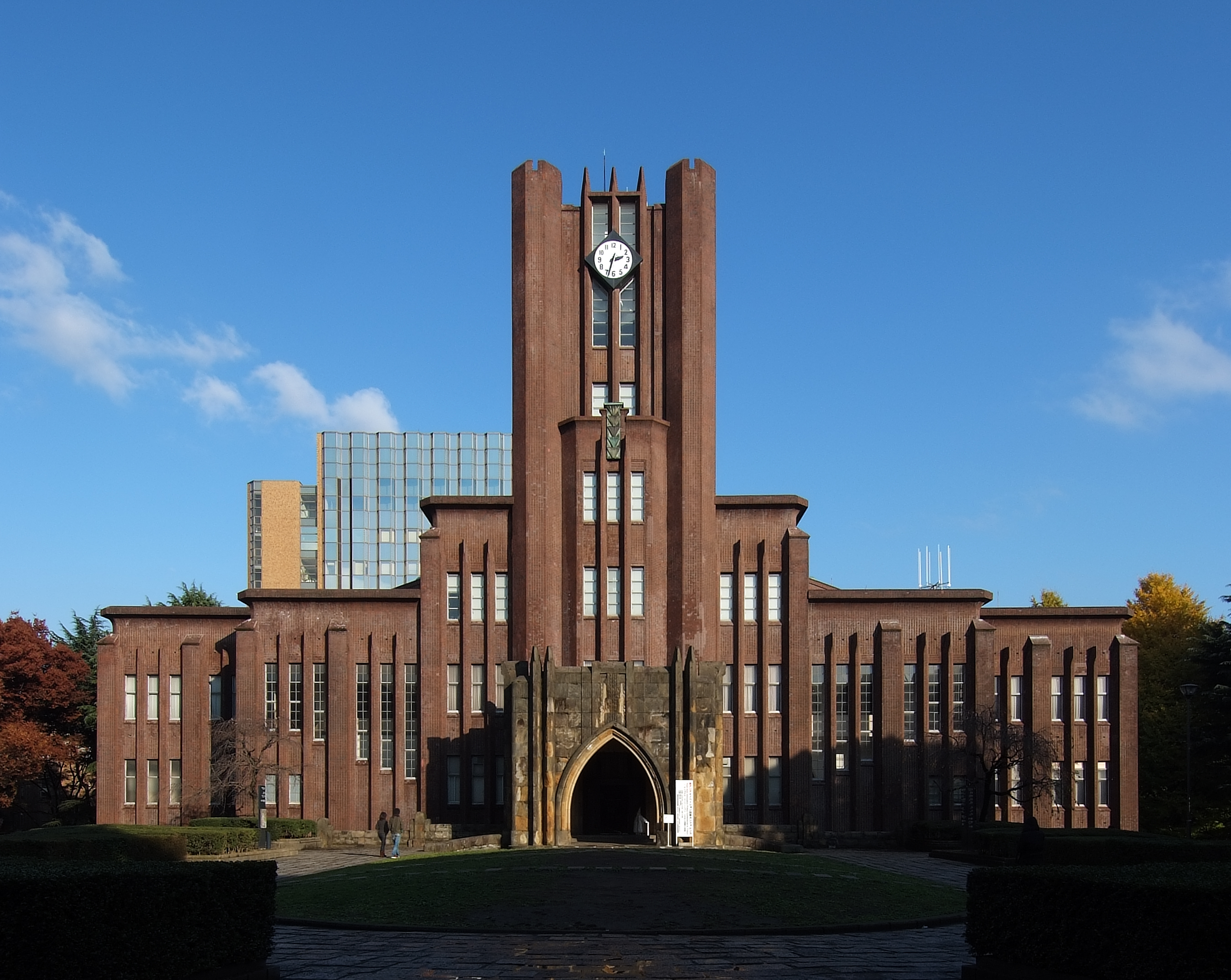
Auditorium van de Universiteit van Tokio in Hongo

- Tokyo Daigaku/Universiteit van Tokio - Tokio Todai
- Tokyo Gakugei Universiteit - Koganei, Tokio
- Tokyo University of the Arts - Tokio
- Tokyo Institute of Technology - Tokio
- Tokyo Medical and Dental University - Bunkyo, Tokio
- Universiteit van Electro-Communicatie - Chofu City, Tokio
- Universiteit van Fukui - Fukui, Fukui Prefecture

- Universiteit van Tokio - Hongo, Tokio
  - Universiteit van Tokio - Komaba, Tokio
  - Universiteit van Tokio - Kashiwa, Tokio
  - Universiteit van Tokio - Shirokane, Tokio
  - Universiteit van Tokio - Nakano, Tokio
- Universiteit van Tsukuba - Ibaraki
- Universiteit van Yamanashi - Kofu
  - Universiteit van Yamanashi - Tamaho
- Universiteit van de Ryukyus - Nishihara, Okinawa Prefecture
- Wakayama Universiteit - Wakayama
- Waseda-universiteit - Tokio
- Yokohama National Universiteit - Yokohama